# Philodendron danteanum
Philodendron danteanum  es una especie de arbusto perenne del género Philodendron de la familia de las aráceas. Es originaria de Sudamérica.

## Taxonomía
Philodendron danteanum fue descrito por George Sydney Bunting y publicado en Acta Botanica Venezuelica 10: 294. 1975.
Etimología
Ver: Philodendron